# Muchow
Die Gemeinde Muchow gehört zum Amt Grabow im Landkreis Ludwigslust-Parchim in Mecklenburg-Vorpommern (Deutschland).

## Geografie und Verkehrsanbindung
Die von Feldern umgebene Gemeinde liegt in dem nur dünn besiedelten Gebiet jeweils zehn Kilometer südöstlich von Neustadt-Glewe und nordöstlich von Grabow. Die Müritz-Elde-Wasserstraße verläuft an der Westgrenze des Gemeindegebietes. Hindurch fließt der kleine Fluss Tarnitz südlich in Richtung Löcknitz. Die Bundesautobahn 24 ist über die Anschlussstelle Neustadt-Glewe in zirka zehn Kilometern zu erreichen.
Umgeben wird Muchow von den Nachbargemeinden Blievenstorf im Norden, Stolpe im Nordosten, Karrenzin im Osten, Möllenbeck im Südosten, Zierzow im Süden, Grabow im Südwesten, Groß Laasch im Westen sowie Neustadt-Glewe im Nordwesten.

## Geschichte

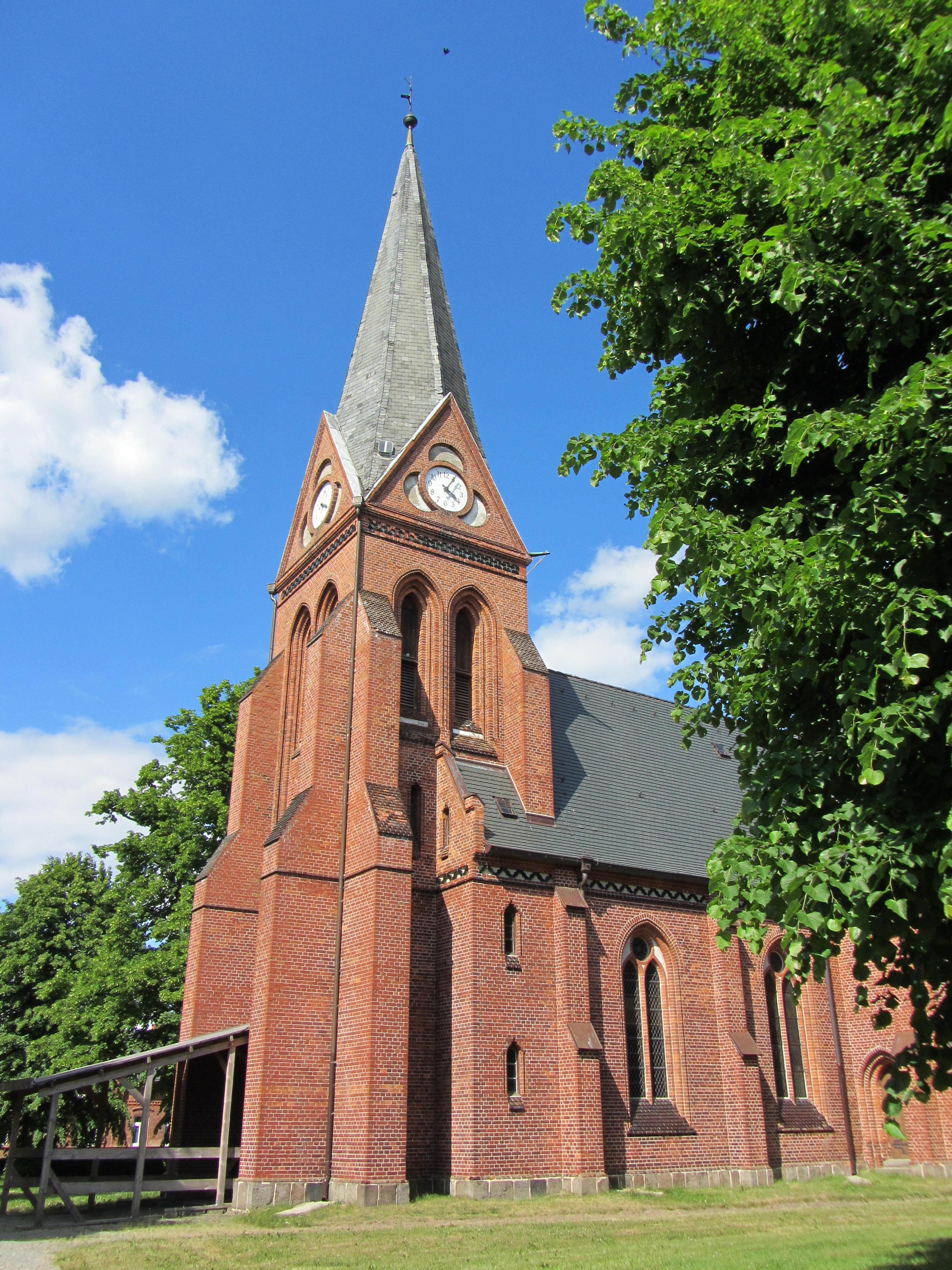
Dorfkirche Muchow

Die erste urkundliche Erwähnung Muchows stammt aus dem Jahr 1377. Eine Besiedlung der Gemarkung hat es aber schon vor Beginn der Zeitrechnung gegeben. Wie in der Region üblich, spielte zeitweise die Eisengewinnung aus Raseneisenstein eine Rolle. Von 1407 bis ins 17. Jahrhundert hinein gab es im Dorf 33 Hauswirte und 32 Katen. Im Dreißigjährigen Krieg wurden 20 Höfe verwüstet. Insgesamt drei Großbrände in den Jahren 1531, 1903 und 1938 sind bekannt. Muchow war bis 1989 vor allem durch die Landwirtschaft geprägt.
Die neugotische Backsteinkirche mit kreuzförmigem Grundriss wurde von 1890 bis 1892 von Gotthilf Ludwig Möckel erbaut. Das Altarbild stammt von dem Düsseldorfer Maler Ernst Christian Pfannschmidt.

## Politik

### Gemeindevertretung und Bürgermeister
Der Gemeinderat besteht (inkl. Bürgermeister) aus sieben Mitgliedern. Bei der Wahl zum Gemeinderat am 26. Mai 2019 erzielte die Wählergemeinschaft Unser Muchow 100 % der Stimmen.
Bürgermeister der Gemeinde ist Karsten Grimm, er wurde mit 74,39 % der Stimmen gewählt.

### Wappen
| Wappen von Muchow | Blasonierung: „In Gold zwei schräggekreuzte blaue Sensenklingen mit der Schneide nach außen, darüber eine rote Fliege mit goldenen Flügeln.“ |
| Wappen von Muchow | Wappenbegründung: In dem Wappen soll mit der Fliege als redendes Zeichen der bildliche Bezug zu dem aus dem Slawischen stammenden Ortsnamen (mucha = Fliege) hergestellt werden. Die Sensenblätter symbolisieren die traditionelle Landwirtschaft als Haupterwerbszweig der Einwohner, erinnern aber auch an die Fertigung von Sensenblättern in der einstigen Dorfschmiede. Die Tingierung des Wappens verweist auf die Zugehörigkeit der Gemeinde zum Landesteil Mecklenburg. Das Wappen und die Flagge wurde von dem Schweriner Heraldiker Heinz Kippnick gestaltet. Es wurde zusammen mit der Flagge am 13. Februar 2001 durch das Ministerium des Innern genehmigt und unter der Nr. 236 der Wappenrolle des Landes Mecklenburg-Vorpommern registriert. |

### Flagge

Flagge der Gemeinde Muchow

Die Flagge ist quer zur Längsachse des Flaggentuchs von Gelb, Rot und Gelb gestreift. Die gelben Streifen nehmen je ein Viertel, der rote Streifen nimmt die Hälfte der Länge des Flaggentuchs ein. In der Mitte des roten Streifens liegt das Gemeindewappen, das zwei Drittel der Höhe und ein Drittel der Länge des Flaggentuchs einnimmt. Die Länge des Flaggentuchs verhält sich zur Höhe wie 5:3.

### Dienstsiegel
Das Dienstsiegel zeigt das Gemeindewappen mit der Umschrift „GEMEINDE MUCHOW“.

## Sehenswürdigkeiten
- Neogotische Dorfkirche mit Klinkerfassaden
- Gefallenendenkmal 1914/1918 und 1939/45

## Persönlichkeiten
- Ernst Bardey (1828–1897), deutscher Mathematiker und Lehrer
- Gustav Bardey (1826–1905), Gärtner, Kurdirektor von Bad Stuer, Ehrenbürger von Plau am See
- Karl Türk (1800–1887), Rechtsgeschichtler und Politiker